# Tekoa (Washington)
Tekoa est une ville située dans le comté de Whitman dans l'État de Washington, aux États-Unis. Elle comptait 778 habitants au recensement de 2010.